# Tom Daley
Thomas "Tom" Robert Daley, född 21 maj 1994 i Plymouth, England, är en brittisk simhoppare.  

## Biografi
Han började träna vid sju års ålder i Plymouth Diving Club. Vid nio års ålder utmärkte han sig i både nationella och internationella tävlingar, och var, när han representerade Storbritannien i olympiska sommarspelen 2008, landets yngsta deltagande och samt den yngsta att delta i en final. Vid samväldesspelen 2010 vann han två guldmedaljer, på 10 meter par (med Max Brick) och individuellt. Den 11 augusti 2012 vann han brons i olympiska sommarspelen 2012 i London.
Den 2 december 2013 gick Tom ut med nyheten att han är bisexuell. Senare berättade han att han inte är bisexuell utan att han är homosexuell.
Daley har sedan 2010 en YouTube-kanal som i oktober 2021 hade över 1,2 miljoner följare.
Han är sedan 2017 gift med Dustin Lance Black som bland annat vunnit en Oscar för manuset till filmen Milk. De har också en son ihop.

## Meriter (simhopp)
Daley, som är specialiserad inom 10 meter plattform, blev världsmästare i individuellt hopp vid världsmästerskapen 2009 - vid 15 års ålder.
Vid olympiska sommarspelen 2016 i Rio de Janeiro tog han en bronsmedalj i synkroniserade höga hopp tillsammans med Daniel Goodfellow.
Vid världsmästerskapen i simsport 2017 i Budapest vann Daley en guldmedalj i individuella höga hopp och en silvermedalj i den mixade parhoppningen på 3 meter tillsammans med Grace Reid. Vid olympiska sommarspelen 2020 i Tokyo tog Daley och Matty Lee guld i synkroniserade höga hopp samt han tog även brons individuellt i hopp från 10 meter.

## Utmärkelser

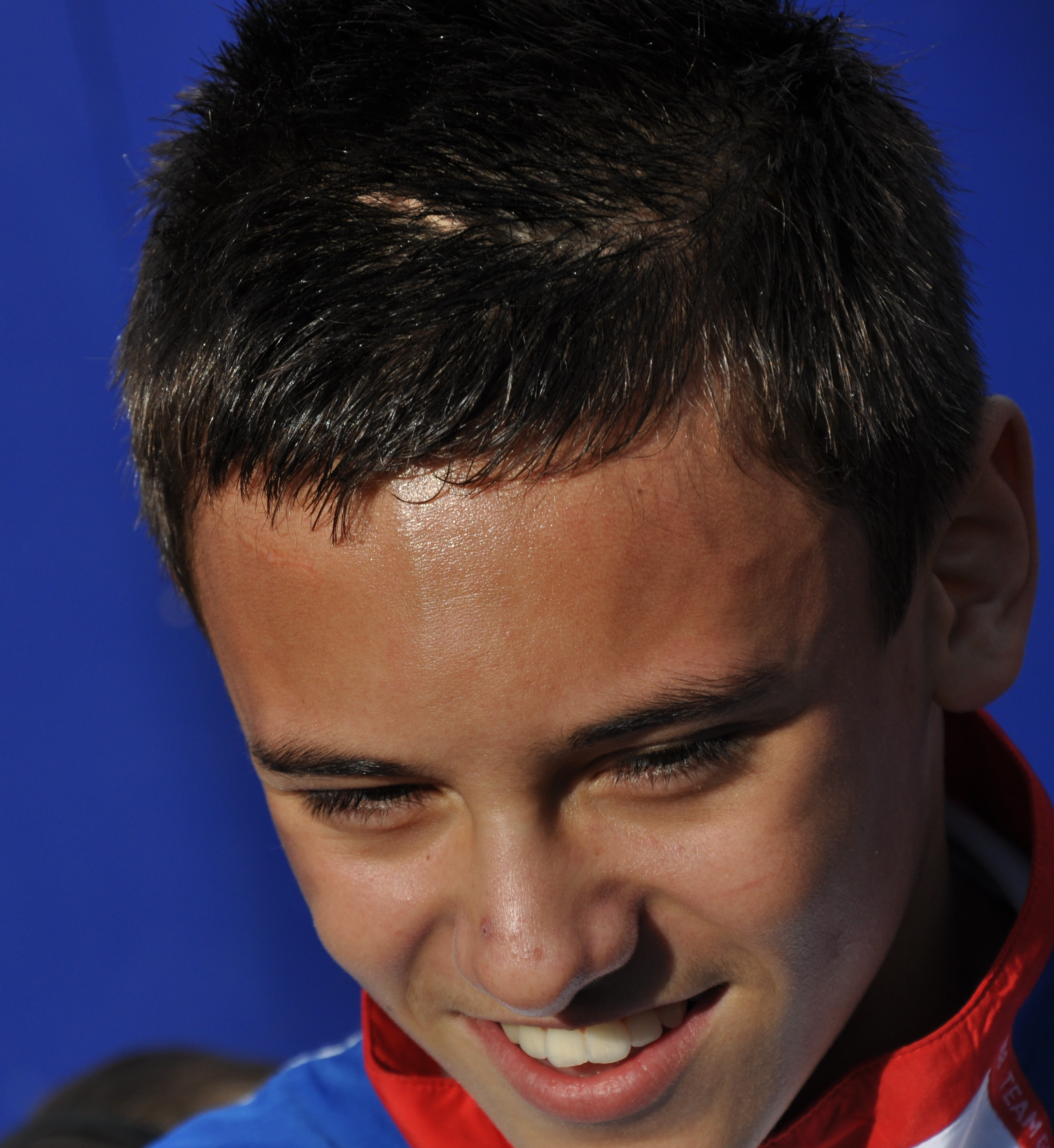
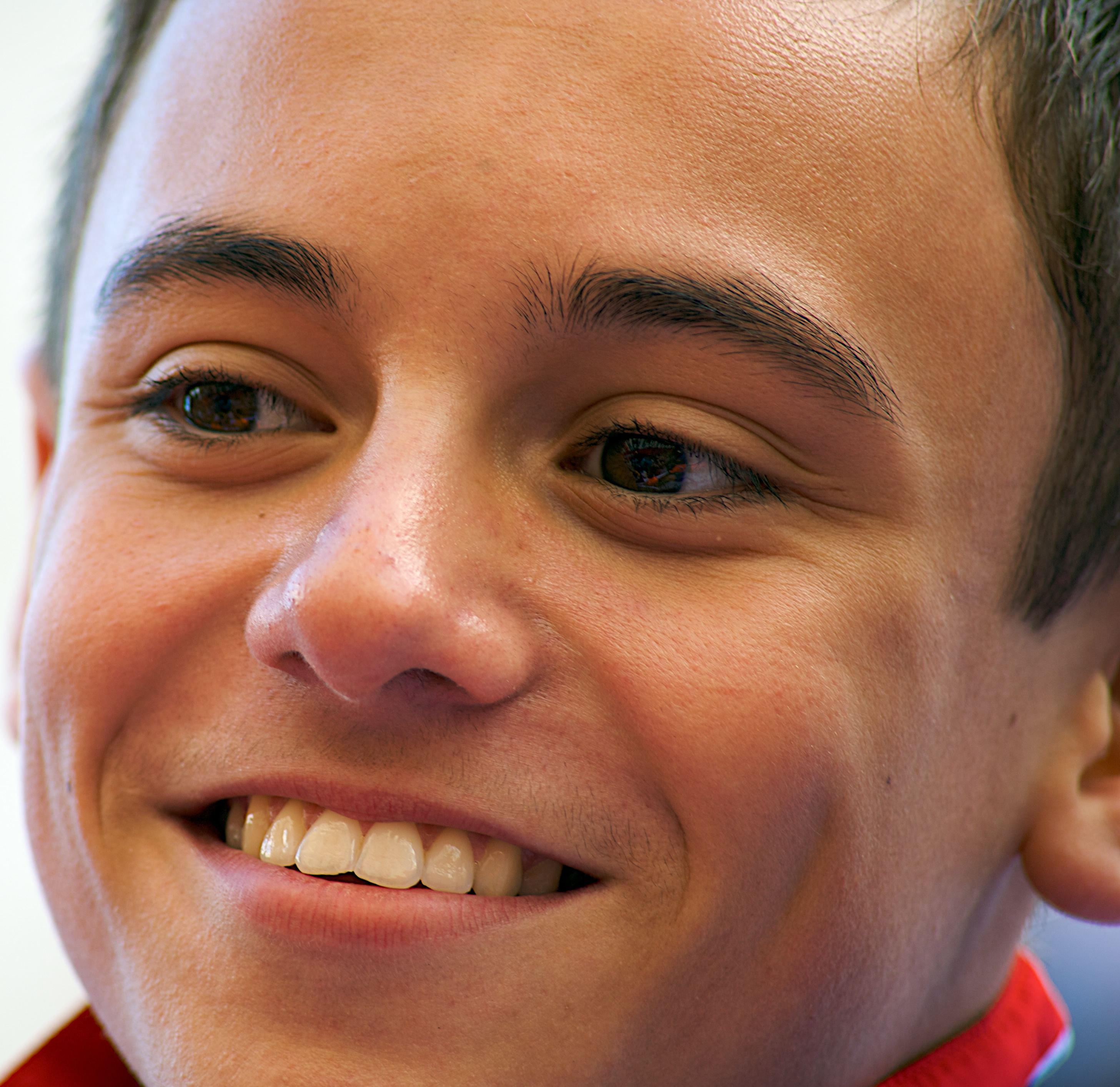
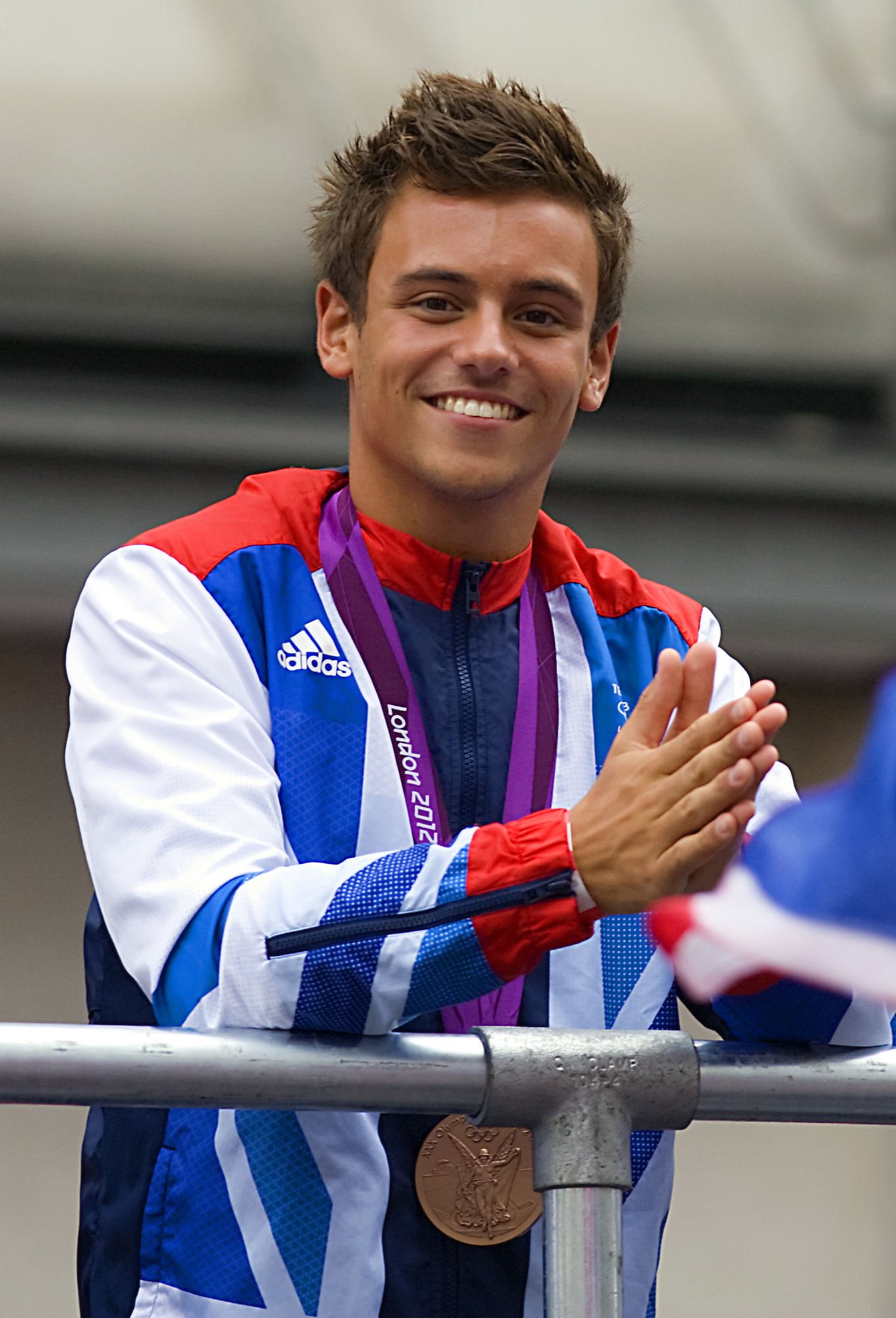
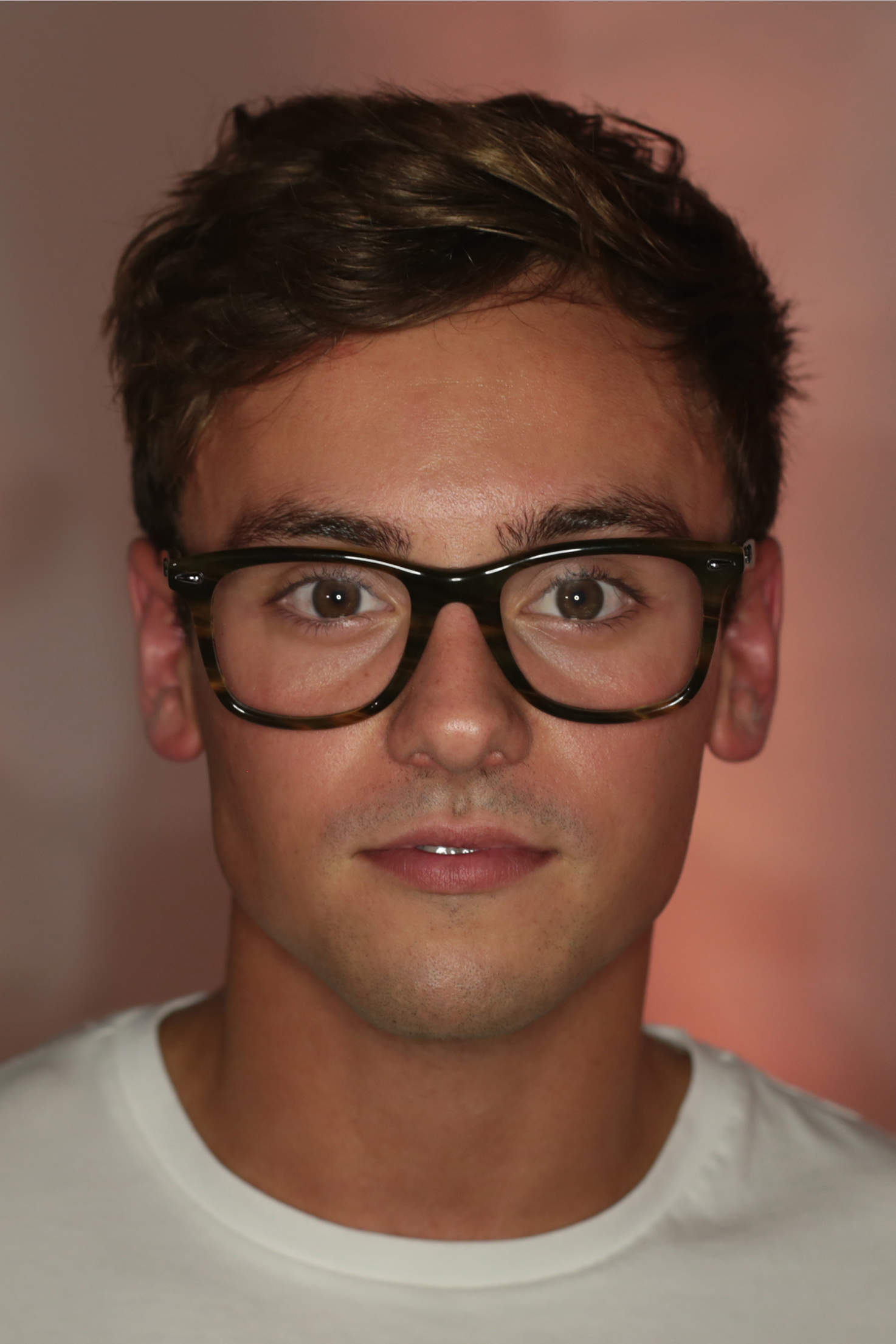

- Officer av Brittiska imperieorden,  1 januari 2022[10]

[Redigera Wikidata]